# 庆大霉素
慶大黴素（INN：gentamicin）或稱健大黴素、見大黴素、紫菌素，是一種氨基糖苷類抗生素，主要抑制或杀灭革兰氏阴性菌（尤假单胞菌属）和少数革兰氏阳性菌种（如金黄色葡萄球菌），可用於治療多種病原細菌感染，包括骨髓炎、心內膜炎、骨盆腔發炎、腦膜炎、肺炎、泌尿道感染和敗血症等。它對淋病或披衣菌感染無治療效果。
為降低對慶大黴素產生抗藥性的風險，通常只會短暫使用兩天，並根據細菌培養結果，選擇對該病原細菌最敏感的抗生素進行個體化治療。此藥物可經由靜脈注射、肌肉注射或外部用藥方式給藥，所需劑量應透過血液檢測而做決定。
慶大黴素具有耳毒性和腎毒性。其耳毒性可能會造成永久或暫時性的平衡問題和聽力損失。如果個體在懷孕期間使用，可能會對胎兒造成傷害。然而個體在母乳哺育期間使用，似乎對嬰兒屬於安全。慶大黴素是一種氨基糖苷類藥物，透過破壞細菌製造蛋白質的能力來殺死細菌而發揮作用。
慶大黴素最初是從小單孢菌屬中的絳紅色小單孢菌所發現，於1962年取得專利，並於1964年獲准用於醫療用途。此抗生素係在培養物透過刺穿細菌的細胞壁收集而得。科學家正深入研究此菌種的生物合成途徑，尋求方法來提高其表達量和分泌量，以增強慶大黴素生產力。該藥物列名世界衛生組織基本藥物標準清單之中，其廣譜抗菌活性及治療耐藥菌感染方面的獨特作用，被世界衛生組織（WHO）列為人類醫學中不可或缺的抗生素。目前該藥物市面上有其通用名藥物流通。
因其並非鏈球菌(-myces)所生產之抗生素，故英文名稱字尾應為「micin」而非「mycin」。

## 醫療用途
慶大黴素對多種革蘭氏陰性菌具有殺菌活性，包括假單胞菌屬（Pseudomonas）、變形桿菌屬（Proteus）、大腸桿菌、肺炎克雷伯氏菌、產氣腸桿菌、沙雷氏菌屬，也有機會可以對抗部分的葡萄球菌屬的革蘭氏陽性菌慶大黴素用於治療這類細菌造成的呼吸道感染、泌尿道感染、血液、骨骼和軟組織感染。
沒有足夠的證據支持使用慶大黴素作為治療淋球菌感染的第一線藥物。此藥物不用於治療腦膜炎雙球菌或嗜肺性退伍軍人桿菌感染（因為某些革蘭氏陰性生物中存在的脂質A（脂多醣）有導致使用者休克的風險）。此藥物也可用於對抗鼠疫耶爾森菌（引起鼠疫）和其近親，以及土倫病法蘭西斯氏菌（引起兔熱病的微生物，常發生在獵人和捕獵者身上）。
一些腸桿菌科、假單胞菌屬、腸球菌、金黃色葡萄球菌和其他葡萄球菌屬對慶大黴素有不同程度的抗藥性。

## 特定群體

### 懷孕與哺乳期間的個體
除非對個體的益處大於風險，否則不建議在其懷孕期間使用慶大黴素。慶大霉素可穿過胎盤，並已有一些關於兒童發生不可逆轉的先天性耳聾報告。孕婦接受慶大黴素肌肉注射會導致新生兒肌肉無力。
進行母乳哺育的個體接受慶大黴素，對於嬰兒的安全性和有效性尚未確定。在接受藥物母親所分泌的乳汁和嬰兒身上均發現有可檢測到的慶大黴素成分。

### 年長者
由於年長者的腎絲球濾過率會下降，應在開始治療前，以及治療期間對其腎功能進行評估。這個族群在接受慶大黴素治療期間，體內的藥物會長時間維持在較高水平。有腎臟、聽覺系統、前庭系統或神經肌肉接點功能障礙的個體應謹慎使用。

### 兒童
慶大霉素不適合兒童（包括嬰兒）使用。研究顯示這個族群的血清濃度較高，導致有較長的藥物生物半衰期。治療期間應定期檢查腎功能。使用此藥物的長期影響包括聽力損失和平衡問題。已有注射使用而發生低鈣血症、低血鉀和肌肉無力的報告。

## 禁忌症
有此藥物過敏史（例如發生過敏性休克），或對慶大黴素或任何其他氨基糖苷類有嚴重毒性反應者不應使用。患有重症肌無力和其他神經肌肉疾病的人需要更加謹慎（有導致惡化的風險）。慶大黴素也不應在可能出現嬰兒肉毒桿菌中毒的情況下作為經驗性抗生素使用（在一般情況下會使用氨苄西林和慶大黴素），因為這會加劇神經肌肉阻斷作用，惡化臨床症狀。

## 不良影響
慶大黴素的不良反應，從較不嚴重的反應（例如噁心和嘔吐）到更嚴重的反應，依序列出如下：
- 血球數量降低低
- 過敏反應
- 神經肌肉問題
- 神經損傷（神經病變）
- 腎臟損傷（腎毒性）
- 耳部疾病（耳毒性），可能导致听神经和前庭功能损害[19]。

腎毒性和耳毒性與使用劑量相關，使用劑量越高，發生毒性的機會也會越高。這兩種毒性可能會延遲出現，有時會在完成治療後才發生。

### 腎損傷
接受氨基糖苷類藥物治療的患者中有10-25%會出現腎損傷問題，而慶大黴素是此類藥物中腎毒性最強的藥物之一。急性腎毒性通常可逆，但可能有致命性。腎毒性的風險可能受到劑量、使用頻率、治療持續時間以及同時使用某些其他藥物（例如非類固醇抗發炎藥、利尿劑、順鉑、環孢素、頭孢菌素、兩性黴素、碘造影劑和萬古黴素）的影響。
增加腎毒性風險的因素有：
- 年齡增長
- 腎功能下降
- 懷孕
- 甲狀腺功能低下症
- 肝功能障礙
- 體液容量不足
- 代謝性酸中毒（英语：Metabolic acidosis）
- 鈉缺乏

透過測量血液中的肌酸酐、電解質水平、排尿量、尿液中蛋白以及血液中尿素等其他化學物質的濃度可監測是否有腎功能障礙存在。

#### 內耳
接受氨基糖苷類藥物治療的群組中，約有11%會發生內耳受損。常見的症狀有耳鳴、聽力喪失、眩暈、共濟失調和頭暈。長期使用慶大黴素會影響耳朵的兩個方面 - 首先是內耳毛細胞損傷，而導致不可逆的聽力損失。其次是內耳前庭系統損傷會導致平衡問題。保持身體水分充足可幫助稀釋藥物濃度及排出體外，減輕毒性作用。
增加內耳損傷風險的因素有：
- 年齡增長
- 血尿酸水平高
- 腎功能障礙
- 肝功能障礙
- 使用更高劑量
- 療程過長
- 同時使用強效利尿劑（如呋塞米）

## 作用機轉
慶大黴素和其它的氨基糖苷类药物一样是一種殺菌性抗生素，通过干扰细菌蛋白质合成而发挥抗菌作用。該藥物能结合细菌核糖体30S亚基上的16S rRNA，进而干擾轉運核糖核酸（formyl-methionyl-tRNA）與核醣體30S亞基的結合，使tRNA無法將氨基酸運送至核糖體進行轉譯，阻断细菌蛋白质的合成而死亡。

### 結構

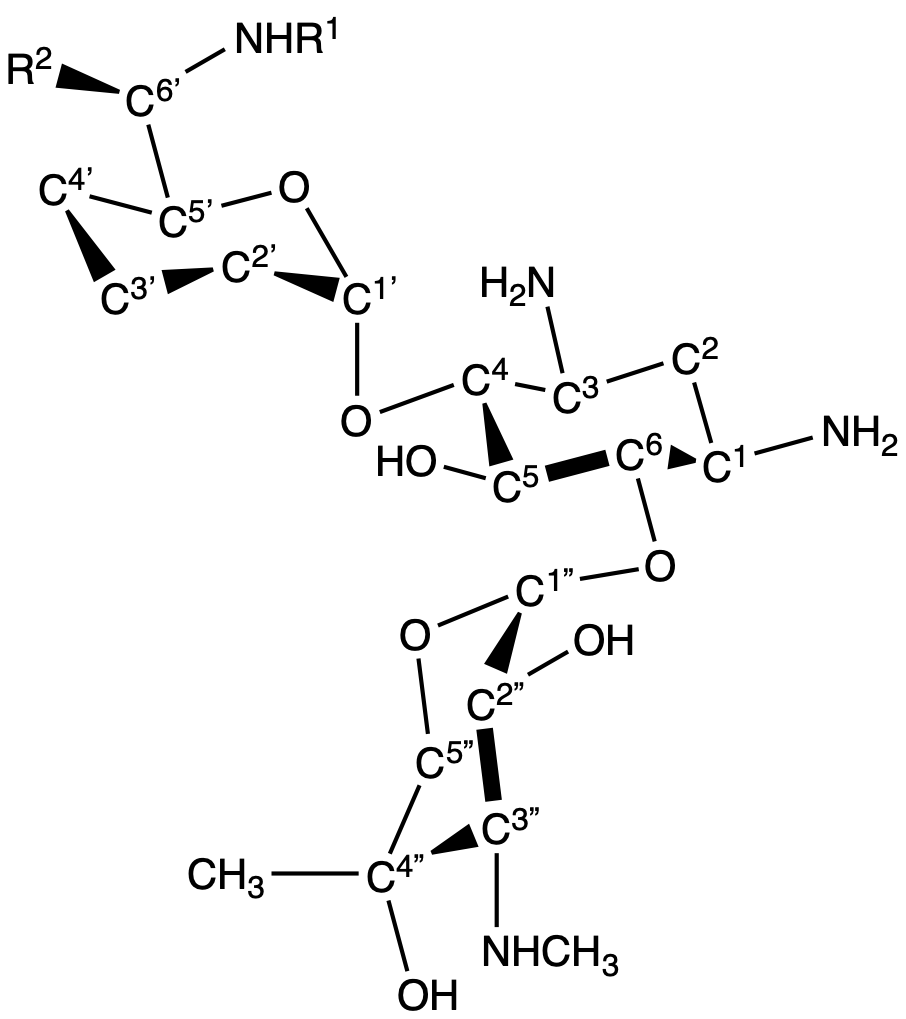
慶大黴素化學結構圖

### 組件成分
慶大黴素由多種相關的慶大黴素成分和餾分組成，具有不同程度的抗菌效力。其主要成分包括慶大黴素C複合體的成員：慶大黴素C1、慶大黴素C1a和慶大黴素C2，它們約佔慶大黴素的80%，並被發現具有最高的抗菌活性。慶大黴素A、B、X和其他少數幾種成分佔慶大黴素的20%，其抗菌活性低於慶大黴素C複合體。

### 生物合成
慶大黴素的生物合成過程涉及多個基因的協同作用，但其精確調控機制仍未被充分了解。由於慶大黴素通常位於產生菌的細胞內，且細胞壁的保護作用使得提取過程變得複雜，因此深入研究，控制慶大黴素生物合成的基因對於優化生產工藝、提高產率具有重要意義。慶大黴素在微生物的生長過程中，會逐漸積累在細胞表面或細胞壁上。必須採用物理或化學的方法破壞細胞壁，使細胞內容物釋放出，然後通過後續的提取和純化步驟得到目標產物。

#### 發酵生產程序
生產慶大黴素需在液體培養基中進行。研究顯示無機鹽的濃度過高會對細菌的生長和慶大黴素的合成產生抑制作用，導致產量下降。傳統的慶大黴素發酵以酵母牛肉湯為培養基，但經研究人員深入研究，發現慶大黴素C複合體是其主要活性成分，因此優化C複合體產量的培養基配方成為研究的重點。

## 歷史

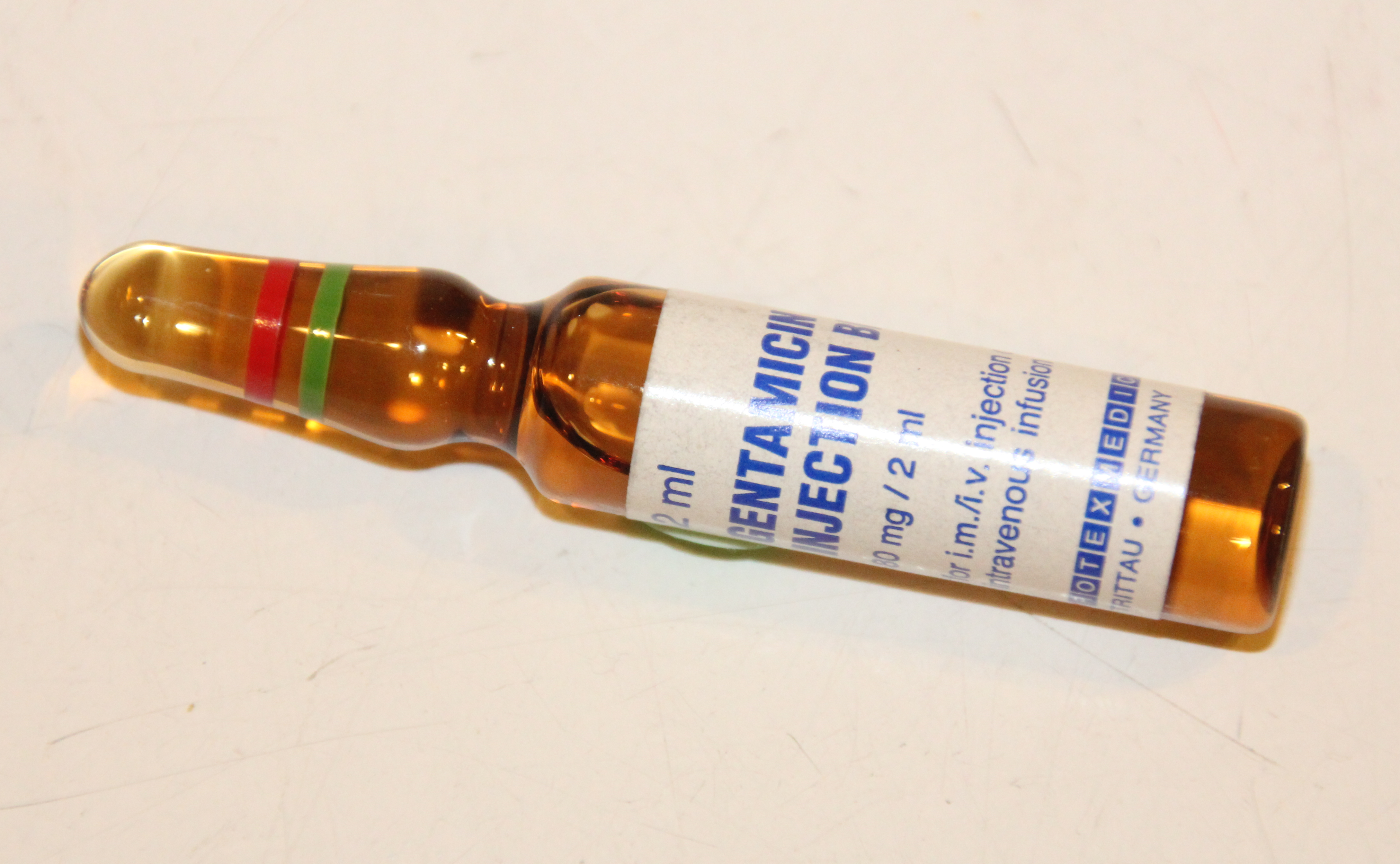
慶大黴素注射用針劑。

慶大黴素是由小單孢菌屬中的絳紅色小單孢菌自然產生。此黴素最早於1963年被發現。當時先靈葆雅公司的研究人員Weinstein、 Wagman等人從微生物學家Rico Woyciesjes提供的土壤樣本中分離純化出能產生慶大黴素的菌株。這種菌株是一種革蘭氏陽性菌，廣泛存在於環境（水和土壤）中。

## 研究
慶大霉素也用於分子生物學研究，作為組織和細胞培養物中的抗菌劑，以防止無菌培養物受到污染。慶大霉素是少數即使在高壓滅菌後仍保持活性的熱穩定性抗生素之一，使得它在製備某些微生物生長培養基時特別有用。

## 延伸閱讀
- Dean L. . Pratt VM, McLeod HL, Rubinstein WS, Scott SA, Dean LC, Kattman BL, Malheiro AJ  (编). . National Center for Biotechnology Information (NCBI). 2015  [2024-12-27]. PMID 28520359. Bookshelf ID: NBK285956. （原始内容存档于2020-10-26）.